# Ajmer-Merwara

Karte von Rajputana

Ajmer-Merwara war ein Distrikt Britisch-Indiens in der Rajputana im heutigen Bundesstaat Rajasthan. Das Gebiet um die Stadt Ajmer wurde 1818 von Daulatrao Sindhia (1779–1827), dem Maharaja von Gwalior, an die Britische Ostindien-Kompanie abgetreten. Unter britischer Herrschaft wurde die Provinz von einem Chief Commissioner verwaltet, der gleichzeitig der Rajputana Agency vorstand.
Am 1. November 1956 wurde Ajmer-Merwara Teil des Bundeslandes Rajasthan. Die Provinz hatte 1951 eine Fläche von 6281 km² und 692.000 Einwohner.